# Alessandro Mordacci
Alessandro Mordacci (Parma, 16 dicembre 1997) è un rugbista a 15 italiano, di ruolo terza linea ala in forza al Reggio Emilia e permit player per le Zebre.

## Biografia
Nato a Parma, Mordacci è cresciuto nella locale squadra dell'Amatori Parma. Nel 2016 fu selezionato per l'Accademia Nazionale e al termine della stagione si spostò al Reggio Emilia esordendo nel massimo campionato italiano nella partita con il Rovigo. Con i diavoli conquisto la Coppa Italia 2018-19 battendo il Valsugana.
Nel 2019 venne convocato dalla franchigia federale delle Zebre in qualità di permit player, giocò la partita d'esordio il 23 febbraio con Ulster subentrando dalla panchina.
Dalla stagione 2022-2023 milita nel Rugby Colorno.

## Palmarès
- Coppe Italia: 1
Valorugby: 2018-19